# Txantrea
Txantrea (en espagnol Chantrea) est un quartier situé au nord de la ville de Pampelune, Navarre, en Espagne. Il est bordé au nord par le quartier d'Ezcaba, au sud par le quartier de La Magdalena, à l'est par Burlada et à l'ouest par Ansoáin et Arrotxapea.
Ce quartier, connu pour son caractère populaire et vindicatif, est promu par le patronat Francisco-Franco. Dans sa première phase, la main-d'œuvre est fournie par ceux qui deviendraient plus tard les locataires. En 2008, le quartier compte 20 785 habitants.

## Origines du nom
Le terme basque « Txantrea », est un emprunt linguistique au français « chantre », qui est la dignité d'un chanoine de la cathédrale chargé de diriger le chœur. Du basque, langue traditionnelle des habitants de Pampelune, le mot « chantre » est adapté phonétiquement et l'article -a est ajouté. Le terrain sur lequel le quartier est construit appartenait à la cathédrale, ce qui lui a valu le nom de Chantrea,.